# Nivacir Innocencio Fernandes
Nivacir Innocencio Fernandes (King) (Curitiba, 6 januari 1917 - Suzano, 14 april 1978) is een voormalig Braziliaanse voetballer, actief als doelman. Hij is de jongere broer van Teleco, clubicoon van Corinthians.

## Biografie
King kreeg zijn bijnaam door de film King Kong uit 1933. Hij kon een voetbal in één hand houden zoals de gorilla in de film het meisje. Hij begon zijn carrière bij Palestra Itália de Curitiba en trok in 1936 naar São Paulo. Zijn broer Teleco zorgde ervoor dat hij aan de bak kon bij de pas heropgerichte club. Zijn eerste wedstrijd was een 3-2 overwinning op Portuguesa Santista. Hij werd er een grote ster, maar in 1936 verliet hij de club voor een loongeschil voor Flamengo. Na tien wedstrijden keerde hij echter terug naar São Paulo, waar hij wel als tweede doelman fungeerde achter Roberto Gomes Pedrosa. Een jaar later werd hij eerste doelman. Hij had een groot aandeel in het winnen van het Campeonato Paulista in 1943, met name in de laatste wedstrijd van de competitie toen Palmeiras het doel van São Paulo bombardeerde en hij de netten schoon hield. Ook in 1945 en 1946 won hij met de club de staatstitel. In maart 1948 stopte hij bij São Paulo en ging voor de club werken. In 1949 werd hij door XV de Piracicaba benaderd en speelde hij daar vijf wedstrijden voor. Na zijn carrière bleef hij ook voor deze club werken.